# 粟柄金粉蕨
粟柄金粉蕨（学名：Onychium japonicum var. lucidum）为中国蕨科金粉蕨属下的一个变种。

## 扩展阅读
- 維基物種上的相關：粟柄金粉蕨